# Place du Commandant-Arnaud
La place du Commandant-Arnaud ou place Commandant-Antoine-Arnaud, ou plus simplement place Commandant-Arnaud, est une place publique qui se situe dans le 4e arrondissement de Lyon, en France. Elle est encadrée par la rue de Belfort à l'ouest et la rue Dumont-d'Urville à l'est.

## Histoire
Cette place a été créée dans la deuxième moitié du XIXe siècle à la suite de la vente et de l'urbanisation de terrains appartenant à l'ancien couvent de la Visitation.
Le nom de place du Commandant-Arnaud lui a été donné le 8 août 1890 en hommage au Commandant de la garde nationale Antoine Arnaud assassiné par des émeutiers au clos Jouve sur le boulevard de la Croix-Rousse le 20 décembre 1870 et qui habitait à proximité, au no 2 rue Dumont-d'Urville.